# Corynascus sepedonium
Corynascus sepedonium är en svampart som först beskrevs av C.W. Emmons, och fick sitt nu gällande namn av Arx 1973. Corynascus sepedonium ingår i släktet Corynascus och familjen Chaetomiaceae.   Inga underarter finns listade i Catalogue of Life.